# Rio Arriba County
Rio Arriba County är ett administrativt område i delstaten New Mexico, USA, med 40 246 invånare. Den administrativa huvudorten (county seat) är Tierra Amarilla.  

## Geografi
Enligt United States Census Bureau så har countyt en total area på 15 271 km². 15 173 km² av den arean är land och 98 km²  är vatten. 

### Angränsande countyn
- Taos County, New Mexico - öst
- Mora County, New Mexico - sydöst
- Santa Fe County, New Mexico - syd
- Los Alamos County, New Mexico - syd
- Sandoval County, New Mexico - syd
- San Juan County, New Mexico - väst
- Archuleta County, Colorado - nord
- Conejos County, Colorado - nord